# T-Minus (producer)
Tyler Williams (25 februari 1988, Ajax), als artiest bekend als T-Minus is een Canadees hiphop en R&B-producer. Hij staat onder contract bij Drake's OVO Sound.